# Luise King
Luise King (* 14. Oktober 1939 in Dessau; † 30. Januar 2024 in Berlin) war eine deutsche Architektin, Stadtplanerin und Hochschullehrerin.

## Leben
Luise King studierte 1959 bis 1965 Architektur an der TH Darmstadt. Während dieser Zeit arbeitete sie bei Paul Bossard in Paris und war Assistentin bei Ernst Neufert. Nachdem sie ihre Diplomprüfung abgelegt hatte, begann sie ihre berufliche Praxis in Paris bei Candilis-Josic-Woods. Von dort wechselte sie in das Architekturbüro von Edouard Albert und kehrte 1968 nach Frankfurt am Main zurück.
Nach vier Jahren im Architekturbüro Apel Beckert & Becker (ABB) begann sie 1972 ihre selbständige Tätigkeit als Architektin und Stadtplanerin. Ab 1977 lehrte King an der Frankfurter Städelschule und wurde 1987 an die Technische Universität Berlin als Professorin für Städtebau und Siedlungswesen berufen. Unterbrochen durch eine Gastprofessur am Massachusetts Institute of Technology 1990 führte sie ihre Lehrtätigkeit bis zur Emeritierung 2005 fort. Ihr Planungsbüro in Berlin bestand bis 2022.
Kings Lebenspartner war der Architekt Günter Bock (1918–2002).

## Veröffentlichungen
- (Hrsg.) Architektur & Theorie. Produktion und Reflexion. Junius, Hamburg 2009, ISBN 978-3-88506-587-6
- (Hrsg. u. a.) Zingster reloaded. Zur Zukunft einer Plattenbausiedlung in Berlin – ein interdisziplinäres Forschungsprojekt. Universitätsverlag der TU Berlin 2015, ISBN 978-3-7983-2776-4
- (Hrsg.) Die Stadt, das Schiff und das Kamel. Städtebau für Anfänger. Universität-Bibliothek der TU Berlin 2000, ISBN 3-7983-1831-X